# رودولف فورستر
رودولف فورستر (انگلیسی: Rudolf Forster؛ ۳۰ اکتبر ۱۸۸۴ – ۲۵ اکتبر ۱۹۶۸) یک هنرپیشه اهل اتریش بود. وی بین سال‌های ۱۹۱۴ تا ۱۹۶۸ میلادی فعالیت می‌کرد.